# Anthony Hope

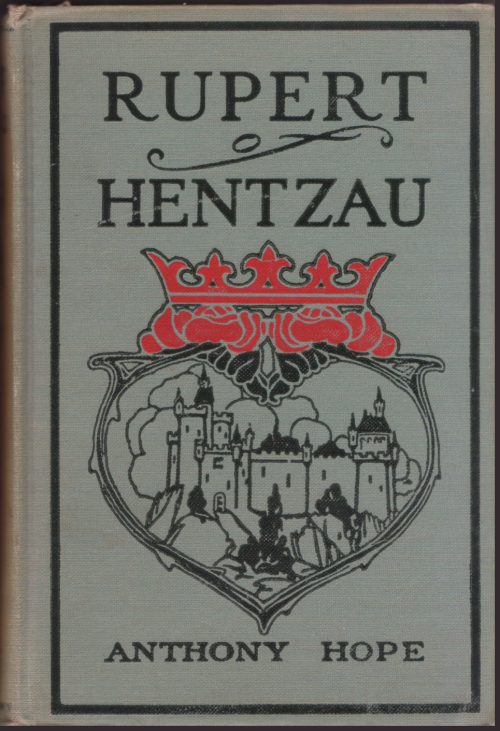
Boekband (1898)

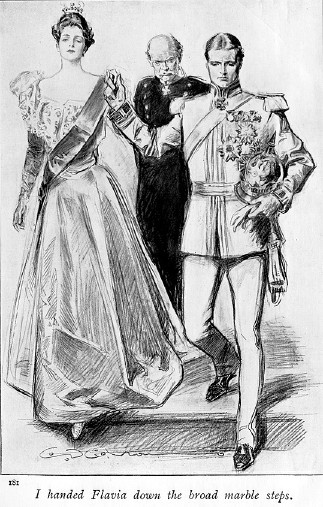
Illustratie uit Hopes succeswerk The Prisoner of Zenda (1898)

Anthony Hope Hawkins (9 februari 1863 – 8 juli 1933) was een Britse advocaat en schrijver van romans en toneelstukken.
Vanaf 1894 richtte hij zich volledig op het schrijven. Hij werd in 1918 geridderd.

### Romans
- A Man of Mark (1890)
- The Prisoner of Zenda (1894)
- Rupert of Hentzau (1898)

### Korte verhalen
- The Dolly Dialogues (1894)